# Stanisław Gano
Stanisław Włodzimierz Paweł Gano, né le 17 mai 1895 à Opatów et décédé le 5 juillet 1968 à Casablanca, est un officier de renseignement polonais.

## Biographie
Il fait ses études à l'Institut de technologie de Moscou. Pendant la Première Guerre mondiale il est officier dans une unité de sapeurs de l'armée russe, puis à la 4e Division de Fusiliers polonais. Après le recouvrement de son indépendance par la Pologne, il intègre la 2e division d'infanterie. Il est diplômé de l'Académie militaire. Le 1er octobre 1924, après avoir terminé les cours et obtenu le diplôme de la direction scientifique de l'état-major général, il est affecté à l'état-major général de la 3e division. 
À partir de 1928, il a occupé divers postes au sein de la 2e division, il a été parmi les fondateurs puis chef de la section technique indépendante.

## Seconde Guerre mondiale
Pendant la Seconde Guerre mondiale, il a été premier chef adjoint puis chef de la 2e section de l’état-major. Il est considéré comme l'un des auteurs du succès de ce service. 
Gano était alors responsable de l'ensemble des travaux du renseignement polonais et de contre-espionnage en Occident et dans les pays occupés. A cette époque, le renseignement polonais a renouvelé ou établi une collaboration avec les organisations de renseignement d'autres pays, et surtout avec les Britanniques, Français, Belges, Finlandais et Américains. Tout aussi efficace était le travail de renseignement en Pologne occupée. Il crée à ce moment un réseau de renseignement polonais en Afrique du Nord, avec des centres à Alger, Oran, Tunis, Casablanca, Maroc et Dakar. Ces centres ont fourni les données de base, qui dans le cadre de l'opération Torch ont permis le débarquement allié dans cette région. Pour cette contribution, le général Sikorski et, indirectement, tous les employés du renseignement polonais et son patron, le colonel  Gano, ont reçu les remerciements personnels du président Franklin Delano Roosevelt.
Il reçoit à Londres, mi-1945, le colonel Langer et le major Ciężki juste libérés. Trompé par un rapport biaisé du colonel Bertrand, il reçoit les deux officiers avec réserve et méfiance.
En 1945, il remet aux Britanniques, à leur demande, les dossiers de renseignement de la division II de l’état-major. Ces dossiers ne contenaient aucun enregistrement d'agents que le colonel Gano avait ordonné de brûler, afin qu’ils ne tombent pas entre les mains des Soviétiques. 
Après sa démobilisation, il s’installe au Maroc.
Il est promu général de brigade, avec ancienneté au 1er janvier 1964, par l’Inspecteur général des forces polonaises en exil, le général Władysław Anders.

## Décorations
- Croix d'Argent Ordre militaire Virtuti militari (1921)
- Médaille de l'indépendance
- Croix de la Vaillance (quatre fois)
- Croix d'or du Mérite avec épées